# Гефсиманский сад (Секретные материалы)
«Гефсиманский сад» (англ. «Gethsemane») — 24-й, заключительный, эпизод 4-го сезона сериала
«Секретные материалы». Премьера
состоялась 18 мая 1997 года на телеканале FOX.
Эпизод позволяет более подробно раскрыть так называемую «мифологию сериала», заданную в пилотной серии
Режиссёр — Роберт Гудвин, автор сценария — Крис Картер, приглашённые звёзды — Чарльз Чиоффи, Шейла Ларкен,
Пэт Скиппер.
В США серия получила рейтинг домохозяйств Нильсена, равный 13,2, который означает, что в день
выхода серию посмотрели 19,85 миллиона человек.
Главные герои серии — Фокс Малдер (Дэвид Духовны) и Дана Скалли (Джиллиан Андерсон), агенты ФБР, расследующие сложно поддающиеся научному
объяснению преступления, называемые Секретными материалами.

## Сюжет
В данном эпизоде Малдер и Скалли расследуют обнаружение в провинции Юкон Канады доказательства инопланетной жизни — тела инопланетянина — группой геодезистов. Однако по приезде Малдера и его информатора группа уже убита неизвестным, а тело инопланетянина вырезано из ледника. В то же время Скалли попадает в больницу, где проводит серьезный разговор с братом, который против того, чтобы Скалли продолжала свою работу. Вернувшийся Малдер встречается с неким работником Министерства обороны Кричго, который рассказывает Малдеру о том, что эта находка — фальсификация и приводит этому доказательства, что обезоруживает Малдера. На заседании, посвященном проблеме данного расследования, Скалли объявляет о том, что Малдер покончил жизнь самоубийством у себя дома.